# بخش دویا-اونوی
بخش دویا-اونوی (به لاتین: Douya-Onoy) یک منطقهٔ مسکونی در گابن است که در Ngounié Province واقع شده‌است. بخش دویا-اونوی ۳۷٬۶۹۹ نفر جمعیت دارد.